# Edouard de Haussy
Edouard François Joseph de Haussy (Fontaine-l'Évêque, 23 februari 1833 - Brussel, 2 juli 1894) was een Belgisch industrieel en senator.

## Biografie
Edouard De Haussy was een zoon van François-Philippe de Haussy, advocaat, industrieel, schepen van Fontaine-l'Évêque, senator, minister van Justitie en gouverneur van de Nationale Bank van België, en Amélie Despret d'Anor. Hij trouwde in 1860 in Brussel met Marie Tiberghien (1841-1922), zus van Félix Tiberghien, provincieraadslid van Henegouwen, burgemeester van Manage en senator. Het huwelijk bleef kinderloos.
In het kielzog van zijn vader werd hij industrieel. Hij was onder meer bestuurder van:
- het discontokantoor van de Nationale Bank van België in La Louvière,
- Clouteries mécaniques de Fontaine-l'Évêque,
- Forges d'Acoz,
- Glacerie de Sainte-Marie d'Oignies,
- Fabrique de fer de Charleroi,
- Cristalleries du Val-Saint-Lambert,
- Société céramique te Maastricht
- Société de Merbes-le-Château,
- Phosphates de Chaux du Sud de Mons,
- Charbonnages de Mariemont.

In 1880 werd hij verkozen tot liberaal senator voor het arrondissement Thuin en vervulde dit mandaat tot in 1890.